# Jeni mešita (Bitola)
Jeni mešita, doslovně Nová mešita (z tureckého Yeni-nový, makedonsky Јени џамија, albánsky Jeni Xhamia) je historická mešita, která se nachází v centrální části severomakedonského města Bitola. Je umístěna v jeho samotném historickém jádru, poblíž hodinové věže, Náměstí magnolií a třídy Širok Sokak.
Mešita je jednou z významných historických památek města Bitola. Je známá především díky bohatým ornamentům v exteriéru i interiéru a především díky použití glazury, což z ní činí v celé zemi výjimku. Zbudována byla v roce 1558 z rozhodnutí kádího (soudce) Mahmuda-efendiho na místě dřívějšího kostela. Historický nápis nad jejím vchodem je doložen v cestopise Seyahatname tureckého cestovatele Evliji Čelebiho. Později se o ní zmiňovali i další cestovatelé a konzulové, kteří v 19. století v Bitole působili. V roce 1950 bylo okolí stavby upraveno jako park. V současné době slouží náboženský objekt jako umělecká galerie.